# Jiří Hájíček
Jiří Hájíček (* 11. září 1967 České Budějovice) je český spisovatel. Autor románů Selský baroko, Rybí krev a Dešťová hůl, označovaných jako "venkovská trilogie morálního neklidu".

## Život
Narodil se v Českých Budějovicích 11. září 1967. Dětství prožil v obci Purkarec, vesnici na břehu Vltavy, jejíž část byla zatopena po vzniku Hněvkovické přehrady, která byla vybudována v souvislosti s výstavbou jaderné elektrárny Temelín. Ve svých devíti letech se s rodiči přestěhoval do Týna nad Vltavou, kde strávil dospívající léta. Vystudoval gymnázium v Týně nad Vltavou, kde maturoval v roce 1985, a dále Zemědělskou fakultu Jihočeské univerzity. Po absolvování základní vojenské služby pracoval na začátku 90. let 20. století na venkově v zemědělství, od roku 2000 pak žije v Českých Budějovicích.

## Dílo
Jiří Hájíček se v počátcích své tvorby věnoval poezii. Ve druhé polovině 80. let 20. století byl několikrát hostem v literárních pořadech Mirka Kováříka, zaměřených na mladou poezii.
Na literární scéně debutoval v roce 1998 sbírkou povídek Snídaně na refýži. Prvním rozsáhlejším dílem byl v roce 2001 román Zloději zelených koní o jihočeských hledačích vltavínů. Průlom v jeho tvorbě znamenal román Selský baroko (2005), jenž pojednává o křivdách za násilné kolektivizace v 50. letech 20. století, které se nesou přes generace až do současnosti.
Čtenáři oblíbeným románem Rybí krev (2012) se Jiří Hájíček zařadil po bok předních současných spisovatelů. Hlavní hrdinka Hana se po letech vrací do míst svého mládí, míst, která musela ustoupit stavbě jaderné elektrárny, a hledá stará pouta a přátelství, která byla během mnoha let jejího pobytu v cizině zpřetrhána.
Román Dešťová hůl (2016) tematizuje návraty z města na venkov a význam půdy.
Pro Egon Schiele Art Centrum napsal povídku Skica dvou dívek (2018), inspirovanou pobytem malíře Egona Schieleho v Českém Krumlově (vydána současně v německé a anglické verzi). Povídky publikoval také v časopisech Host, Revolver Revue, Pandora, Respekt, Reportér aj.
V roce 2019 byla vydána bibliofilie Muž na pokraji vzplanutí (haiku z diáře 2017-2018). Sbírka trojverší ve stylu haiku získala ocenění za 3. nejkrásnější knihu roku 2019 v oblasti Krásná literatura (ilustrace Matěj Lipavský, grafický design Lucie Kaňová). Další sbírka haiku vyšla v roce 2022 pod názvem Muž pod černým deštníkem.
Román z roku 2020 se jmenuje Plachetnice na vinětách. Příběh rozkročený mezi městem a vesnicí je osobním pohledem hlavní hrdinky, docentky literatury Marie, která se snaží vyrovnat se svou osamělostí po rozvodu, touží urovnat vztahy se sestrou a postarat se o rodiče. Marii sledujeme po dobu jednoho roku v Praze, na jihočeském venkově a během jejího letního pobytu v Českém Krumlově.
Zatím posledním románem je Drak na polní cestě (2024). Jedním z jeho témat je tlak velkého byznysu na menší zemědělské podniky a proměny současného venkova.

### Dílo přehledně
- Snídaně na refýži. [s.l.]: Hynek, 1998. 163 s. ISBN 80-86202-27-5., sbírka povídek
- Zloději zelených koní. [s.l.]: Host, 2001. 176 s. Dostupné online. ISBN 978-80-7491-604-5., román, v roce 2016 byl zfilmován
- Dobrodruzi hlavního proudu. [s.l.]: Host, 2002. 248 s. ISBN 80-7294-051-1., román
- Dřevěný nůž. [s.l.]: Host, 2004. 156 s. ISBN 80-7294-111-9., sbírka povídek
- Selský baroko. [s.l.]: Host, 2005. 176 s. ISBN 80-7294-164-X., román
- Fotbalové deníky. [s.l.]: Host, 2007. 162 s. Dostupné online. ISBN 978-80-7294-242-8., novela
- Rybí krev. [s.l.]: Host, 2012. 360 s. ISBN 978-80-7294-639-6., román
- Vzpomínky na jednu vesnickou tancovačku. [s.l.]: Host, 2014. 364 s. ISBN 978-80-7491-405-8., výbor z povídkové tvorby
- Dešťová hůl. [s.l.]: Host, 2016. 280 s. ISBN 978-80-7491-773-8., román
- Skica dvou dívek. [s.l.]: Egon Schiele Art Centrum, 2018. 48 s. ISBN 978-80-86789-27-9., povídka
- Muž na pokraji vzplanutí – haiku z diáře 2017–2018. [s.l.]: Host, 2019. 68 s. ISBN 978-80-7577-808-6., sbírka haiku
- Plachetnice na vinětách. [s.l.]: Host, 2020. 296 s. ISBN 978-80-275-0209-7., román
- Muž pod černým deštníkem [s.l.]: Host, 2022. 80 s. ISBN 978-80-275-1372-7., sbírka haiku
- Drak na polní cestě, Host, 2024. 245 s. ISBN 978-80-275-2215-6, román

### Písňové texty
Jiří Hájíček spolupracuje se zpěvákem a rockovým písničkářem Lubošem Pospíšilem; tři jeho texty se objevily na Pospíšilově sólovém albu Poesis beat (vydavatel SUPRAPHON, 2021).
- Poesis beat[3]
- Rád s tebou snídám[4]
- Na nože[5]

### Audioknihy
- 2013 – Rybí krev – vydal Radioservis/OneHotBook; čte Dana Černá, režie Lubomír Koníř
- 2017 – Dešťová hůl – vydal OneHotBook; čte Martin Pechlát, režie Hynek Pekárek
- 2020 – Plachetnice na vinětách – vydal OneHotBook; čte Vanda Hybnerová, režie Hynek Pekárek
- 2021 – Selský baroko – vydal OneHotBook; čte Martin Písařík, režie Hynek Pekárek
- 2022 – Zloději zelených koní – vydal OneHotBook; čte Radúz Mácha, režie Hynek Pekárek
- 2024 – Drak na polní cestě – vydal OneHotBook; čte Robert Mikluš, režie Hynek Pekárek

## Filmové a divadelní adaptace

### Film
- Zloději zelených koní, premiéra 8. 9. 2016, režie Dan Wlodarczyk, scénář Hana Wlodarczyková, Dan Wlodarczyk, Petr Jarchovský. Hrají Pavel Liška, Marek Adamczyk, Jenovéfa Boková, Bolek Polívka, ad.

### Divadlo
- Rybí krev – premiéra 18. 4. 2019 v Jihočeském divadle v Českých Budějovicích, divadelní adaptace Marie Špalová, režie Natália Deáková[6]

- Dešťová hůl – premiéra 16. 6. 2021 v Divadle Kámen v Praze, struktura, scénář a režie Petr Odo Macháček

- Selský baroko – premiéra 29. 9. 2021 v Jihočeském divadle v Českých Budějovicích, divadelní adaptace Marie Špalová, režie Marián Amsler

## Překlady
Dílo Jiřího Hájíčka bylo přeloženo do mnoha světových jazyků, angličtiny, němčiny, italštiny, polštiny, chorvatštiny, maďarštiny, bulharštiny, makedonštiny, albánštiny a dalších.
Román Selský baroko vyšel v roce 2012 anglicky pod názvem Rustic Baroque.
Povídka Lvíčata (Lion Cubs) byla zařazena do výběru z evropské prózy Best European Fiction 2017, nakladatelství Dalkey Archive Press.

## Ocenění
- 2006 – Magnesia litera – Litera za prózu – Selský baroko[10]
- 2013 – Magnesia litera – Kniha roku – Rybí krev[11]
- 2016 – Kniha roku v anketě Lidových novin – Dešťová hůl[12]
- 2017 – Cena Česká kniha – Dešťová hůl[13]

## Rozhovory a autorská čtení

### Rozhovory
- Čtenářský deník... Jiří Hájíček: Selský baroko - pořad České televize, 2008
- Literární Trója - Třistatřicettři - pořad České televize, rozhovor o románu Rybí krev (od 22:30 minuty), 2013
- Měsíc autorského čtení 2013 - rozhovor pro Klub knihomolů
- Rozhovor ke spisovatelovým 50. narozeninám, pro Český rozhlas České Budějovice, 11. 9. 2017
- Swing a literatura - Třistatřicettři - pořad České televize, rozhovor o románu Dešťová hůl (od 31:20), 2017
- Události v kultuře - pořad České televize, rozhovor s Petrem Vizinou o sbírce Muž na pokraji vzplanutí, 28. 1. 2019
- Jiří Hájíček: V románech se snažím být úspornější. Učí mě tomu haiku, rozhovor s Petrem Šrámkem pro Český rozhlas Vltava, 21. 11. 2019
- Osud - Třistatřicettři - pořad České televize, rozhovor o románu Plachetnice na vinětách (od 19:00), 2020
- Chlap kolem padesátky to schytává ze všech stran, říká Hájíček - podcast Na dotek Petra Viziny na webu Aktuálně.cz, 15. 7. 2020
- Události v kultuře - pořad České televize, přímý vstup k zahájení Festivalu spisovatelů, 8. 10. 2020
- ArtZóna - pořad České televize, 20. 10. 2020
- Zaniklé vesnice z Hájíčkovy Rybí krve - pořad pro Český rozhlas Radiožurnál připravil Petr Kubát, 10. 7. 2021
- Rozhovor s Jiřím Hájíčkem na Českém rozhlasu Dvojka, moderuje Jaroslav Sedláček, 15. 7. 2021
- Muž na pokraji vzplanutí pod černým deštníkem - rozhovor pro Český rozhlas Vltava (pořad Mozaika), připravila Šárka Jančíková, 22. 11. 2022

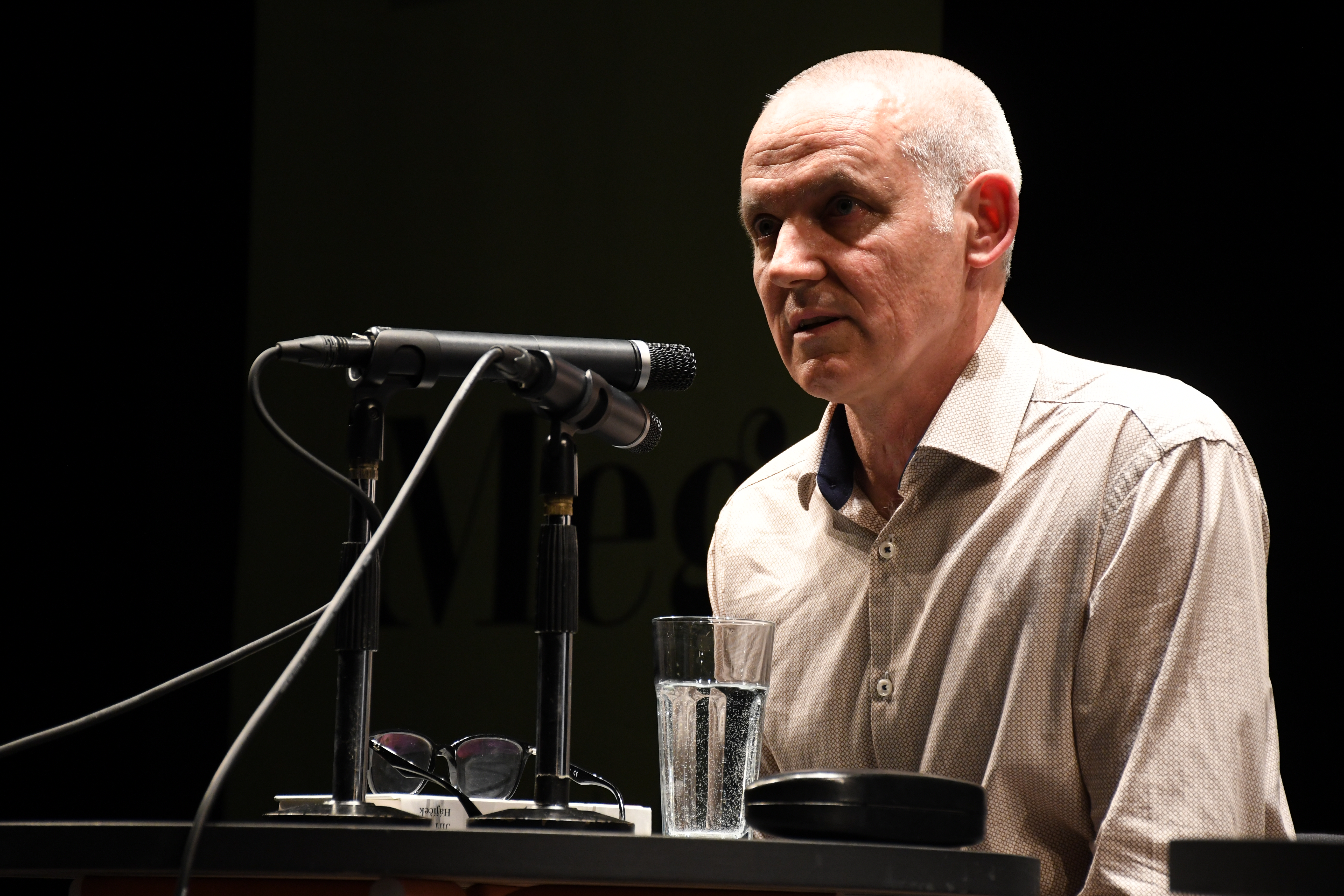
Jiří Hájíček na festivalu Měsíc autorského čtení v Brně (2020)

- Jiří Hájíček – Držitel několika prestižních knižních cen - rozhovor pro Jihočeský podcast, moderuje Petr Meškán, 14. 3. 2023
- Události v kultuře - pořad České televize, uvedení románu a audioknihy Drak na polní cestě, 13. 10. 2024
- Nejen vlastní pocity, ale i tvrdá data - rozhovor pro Český rozhlas České Budějovice o románu Drak na polní cestě, 16. 1. 2025

### Autorská čtení
- Měsíc autorského čtení 2013 - Rybí krev
- ČT edu 2014 - pořad České televize, Vzpomínky na jednu vesnickou tancovačku
- Měsíc autorského čtení 2015 - Vzpomínky na jednu vesnickou tancovačku
- Měsíc autorského čtení 2017 - Dešťová hůl
- Básnění Jiřího Hájíčka 2017 - pořad Českého rozhlasu Vltava
- Člověk v dialogu v kostele Pražského Jezulátka - Anděl na půdě, 12. 12. 2017
- Liberatura - pořad na Radio Wave, Anděl na půdě, 21. 12. 2017
- Měsíc autorského čtení 2020 - Plachetnice na vinětách